# 四川基督教新教
四川省的新教開教於1877年，第一間傳教站由倫敦內地會在重慶府設立。但相較於同時期已在川流傳兩百多年的天主教，新教在四川的傳播一直比較緩慢，直到1980年代末信徒人數才開始快速增長。1950年之前，聖公會和衛理公會是四川新教規模最大的兩個宗派。新教差會開辦的華西協合大學在民國四川高等教育史上扮演了關鍵角色。
根據「亞洲豐收」（Asia Harvest）的調查報告，截止到2020年，包含家庭教會人數在內，全川有新教教徒2,253,756人，重慶教徒1,650,065人，總計3,903,821人。

## 歷史

### 19世紀

愛德華·斯坦福為倫敦內地會繪製的四川地圖

最早進入四川的新教傳教士是倫敦傳道會的楊格非和大英聖經公會的偉烈亞力，他們於1868年在四川遊歷後將見聞陳述給英美等國差會本部及在華傳教士。楊格非在陳述中寫道：「重慶的人口與商業僅次於漢口，但風光之美則遠為超過。……天主教徒在本（川）省甚為眾多，重慶則為其堅強據點之一。我聽說在此一城即有教徒三千至四千人。……我們必須不忽視四川。希望我們能為新教在重慶之第一個教會，我自己能為第一個傳教士。」不過他的建議並未立即得到同工的響應，直到1877年5月1日，倫敦內地會的麥嘉底（John McCarthy）才經順慶府抵達重慶萬縣，並在當地租房創辦了第一間傳教站。之後便有多位內地會傳教士入川，包括鮑康寧，以及美北長老會差會的查爾斯·李曼（Charles Leaman）。內地會繼而於1881年、1886年和1887年分別開闢了成都、保寧和巴州傳教站。
為了便於管理，內地會以嘉陵江為界線，將四川宣教區劃分為東川和西川兩個部份。東川地區的宣教特點是多以英國國教英格蘭教會的教導為主，而西川地區更偏向自由教會，即不從國教者。

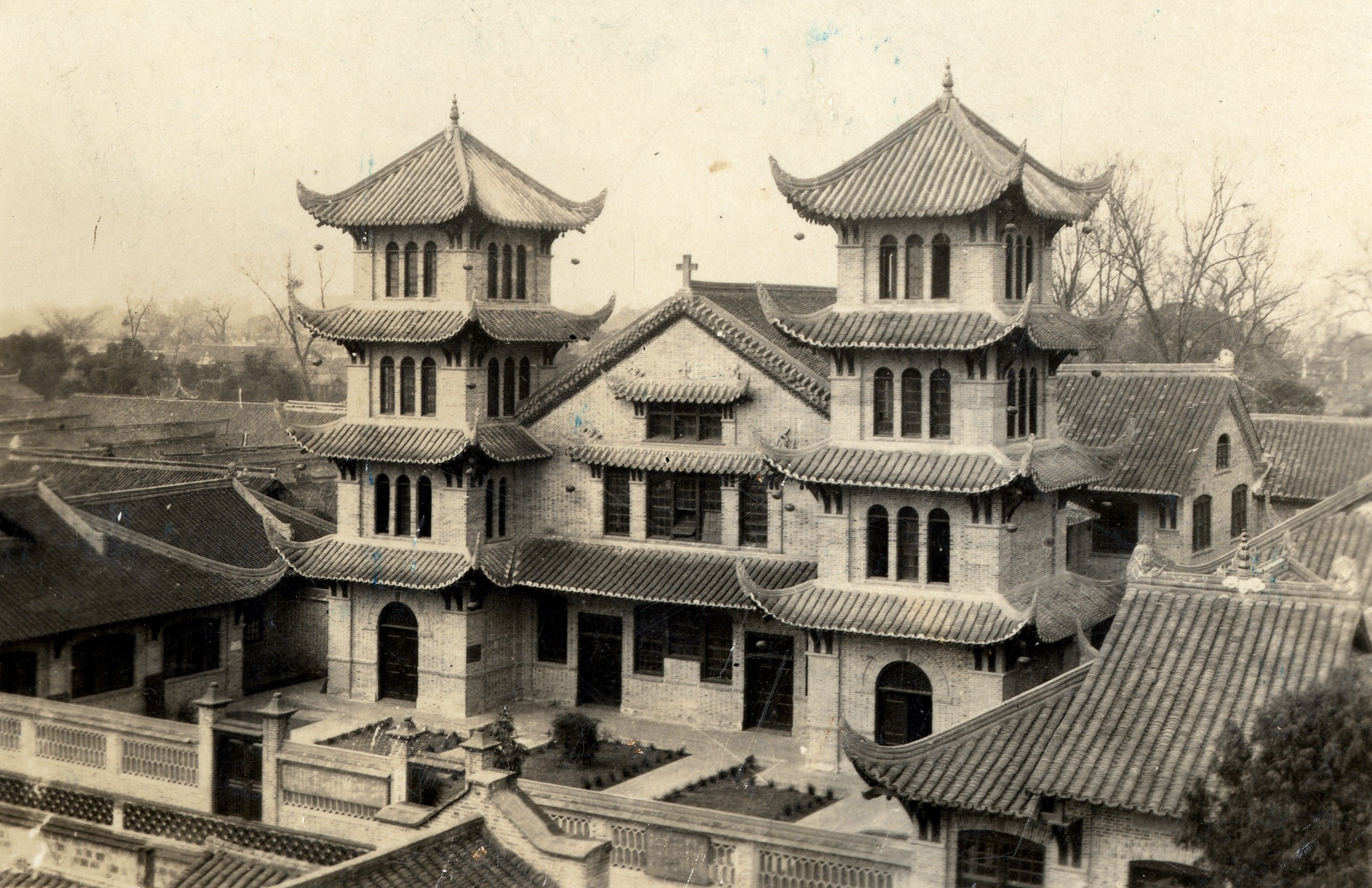
美以美會差會在成都修建的教堂

1882年，屬衛理公會的美國美以美會差會抵達重慶宣教，但遭到當地人的強烈抵制，不得不放棄傳教工作。1889年，美以美會第二次入川並設立傳教站。他們的宣教區集中在成都、遂寧、資中、重慶，於成都和重慶建有教堂。

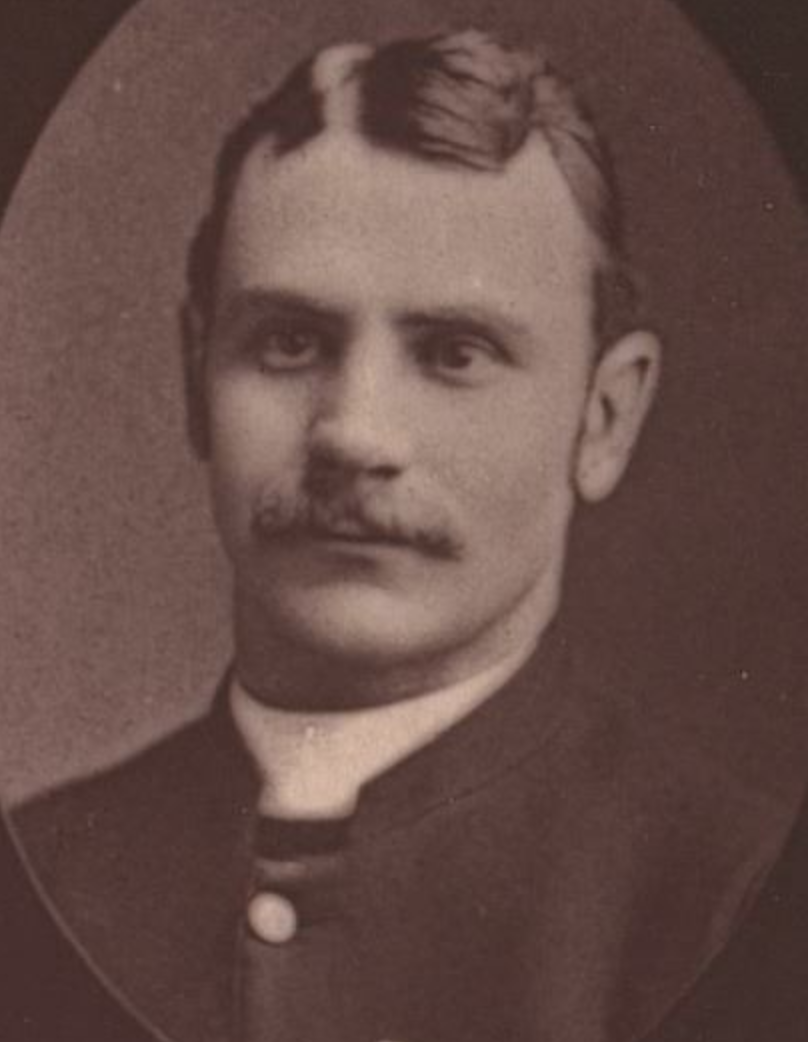
蓋士利，首任聖公會四川教區主教

1887年，作為內地會聖公宗代表的劍橋七傑其中四位被分派到四川，包括後來成為聖公會四川教區主教的蓋士利、從男爵出身的章必成，以及兩兄弟杜明德和杜西德。杜西德最初在成都和重慶作福音事工，後決心向藏人宣教，因而於1896年從印度卡林邦遷至川藏交界處的打箭爐定居。他在當地設立的傳教站成為打箭爐福音堂的前身。

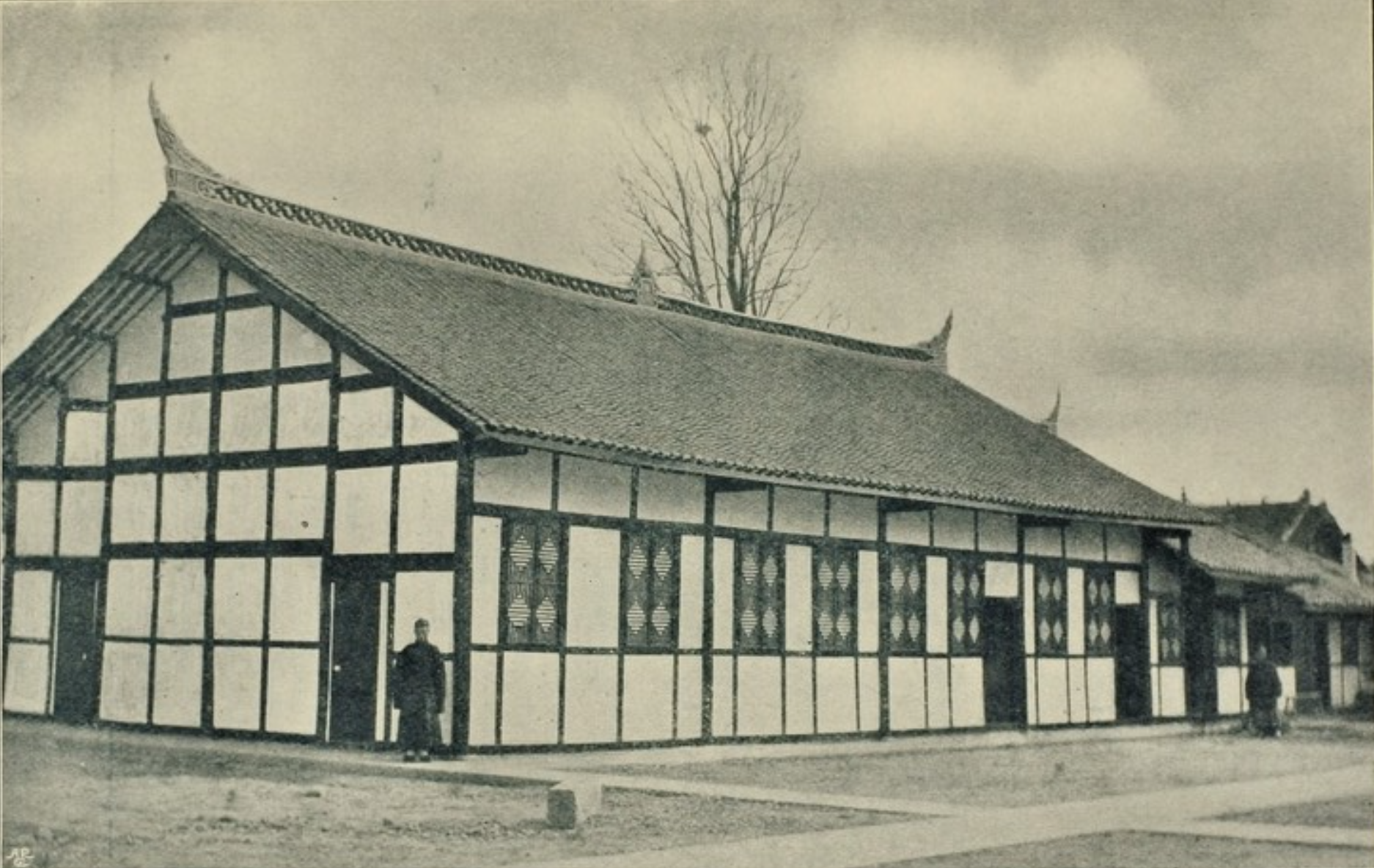
潼川府英國公誼會教堂

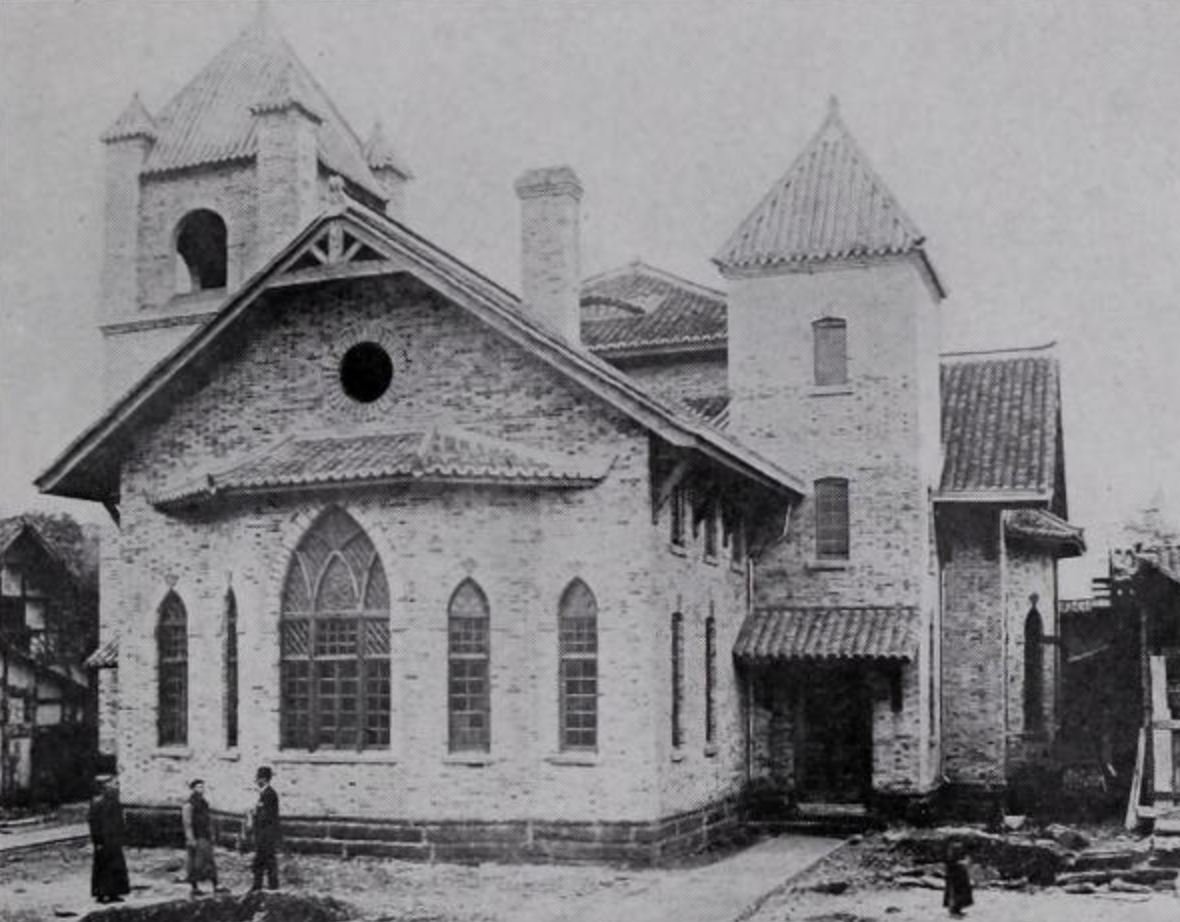
雅州府美北浸禮會教堂

這段時期的傳教進展相當緩慢，除了多數人對教會的敵視態度，流行疾病也是阻礙傳教的一大原因。1886年的重慶教案幾乎將當地教會連根拔除。不過教案平息之後，教會重建，並迎來一段相對繁榮的時期。至少不下五個新教差會陸續入川。1888年，倫敦傳道會的楊格非再次來到四川，開始在重慶開展傳教工作。1889年，英國公誼會差會傳教士陶維新（Robert John Davidson）偕妻子瑪莉·珍·戴維森（Mary Jane Davidson）到潼川府（今三台縣）宣教，相繼設立重慶、成都、潼川、遂寧、銅梁五個公誼會月會，歸四川公誼會年會管理。1890年，美北浸禮會差會進入川西，以叙州府和嘉定府為傳教中心；繼而又開闢了雅州府、甯遠府和成都府。1891年，英國聖公會差會傳教士何詩白（James Heywood Horsburgh）及隨行十一人入川。該會主要在綿州、中垻、安縣、綿竹、新都等川西地區傳教，他們於1894年在中垻修建了差會的第一座教堂，即後來的江油福音堂。1892年，屬衛理公會的加拿大美道會以成都和嘉定為中心，在四川中部和西部展開傳教工作。1894年，美道會在成都錦江區建立四聖祠禮拜堂。
1895年成立聖公會四川教區，教座設於保寧聖約翰座堂。後於1936年分作兩個教區：聖公會東川教區（Diocese of East Szechwan），教座沿用保寧聖約翰座堂，和聖公會西川教區（Diocese of West Szechwan），教座設於成都聖約翰堂。同年10月18日，蓋士利在倫敦西敏寺被按立為首任四川主教。此外，這一年成都爆發了一起大規模的反教運動，並逐漸蔓延到其他城市。在成都，天主教和三個新教差會的教產被毀；所有在川傳教士，無論天主教或新教，幾乎都是死裡逃生。
1897年，加拿大美道會在嘉定府創辦教會出版機構華英書局（Canadian Methodist Mission Press），1903年遷至成都。華英書局的出版物多以英文、藏文、苗文、中文為主，但也印製少量法文和德文課本。除了為川省傳教士印製書籍，書局還出版面向當地學校和非傳教士西方人的讀物。其中最知名的是創刊於1899年的《華西教會新聞》，為首次在四川出版的英文報刊，也是在該省發行時間最長的英文讀物。
《華西教會新聞》得以創刊有賴於1899年1月舉辦的重慶基督教新教研討會，研討會的成果還包括創辦華西聖教書會（West China Religious Tract Society）和華西差會顧問部（West China Missionary Advisory Board）。1890年代末對在川新教差會而言是一段平穩發展的時期，直到1900年義和團運動爆發，迫使各國領事館命令所有傳教士轉移至沿海地區暫避。

### 20世紀
義和團運動沒有對四川造成太大影響，避走沿海地區的傳教士於1901年返回傳教站。此時對科學出版物的需求大大增加，因而上海基督教出版機構廣學會在成都府市區最好的位置開設了一家分店出售各種科技相關書籍、圖表、地圖等等。考慮到作為省會城市，成都是四川文學、文化的中心，加拿大美道會在1903年將他們的出版機構華英書局（Canadian Methodist Mission Press）從嘉定府遷至成都。

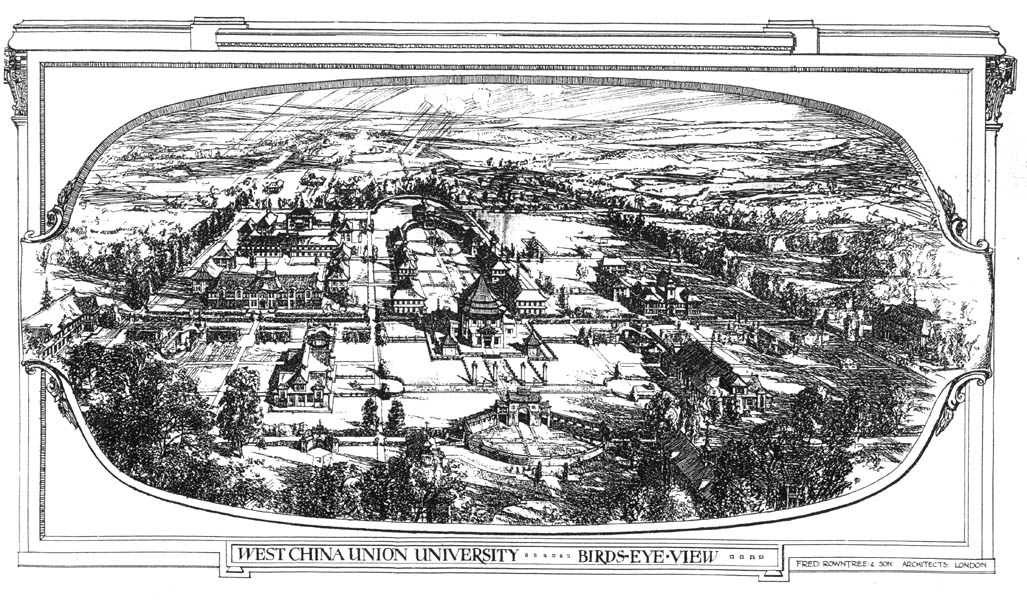
英國公誼會建築師榮杜易設計的華西協合大學全景圖

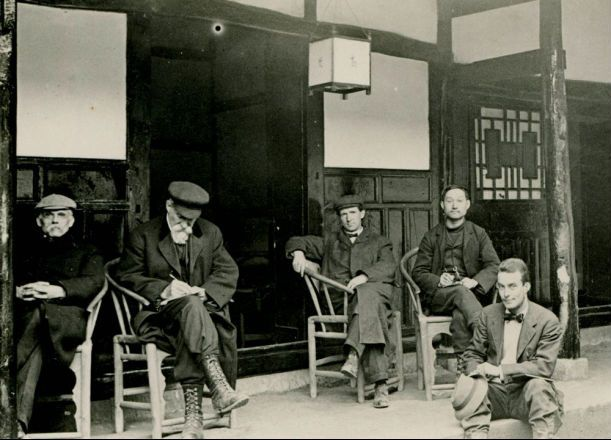
從左到右：恩斯特·德威特·伯頓、湯瑪士·張伯林、畢啟、王翻譯、羅林·張伯林，攝於1909年潼川府（今三台縣）。

20世紀初始，大多數傳教士將目光投向教育事業，尋求在四川建立西式教育體系。1908年，英國聖公會傳教士孟育仁（William Munn）在綿州創辦華英小學，即今綿陽南山中學前身。成立一所大學的理念也在這段時期萌芽。1910年，華西協合大學在成都開辦。這所大學是由來自英美加三國的四個差會聯手合作的成果，分別是美道會、美以美會差會、美北浸禮會差會和英國公誼會差會。英國聖公會差會於1918年加盟成為正式成員。協合大學在開辦的第一個十年期間發展迅速，在民國四川高等教育史上扮演了關鍵角色。大學的首任校長畢啟是畢業於維思大學的美國美以美會傳教士，塞尤斯倫兄弟會及美國資優學生聯誼會成員，協合大學的大部份籌建經費便是由他四處籌款所得。美北浸禮會傳教士葛維漢，同時身兼考古學家和人類學家，長期任教於協合大學神學院教授宗教比較學，並於1932至1942年期間擔任該大學藝術、考古及民族學博物館策展人。他也是《華西邊疆研究學會雜誌》的主編人之一，以及最早發現並組織挖掘三星堆遺址的關鍵人物之一。其他關鍵人物還有英國聖公會傳教士董宜篤和美北浸禮會傳教士戴謙和（Daniel Sheets Dye）。

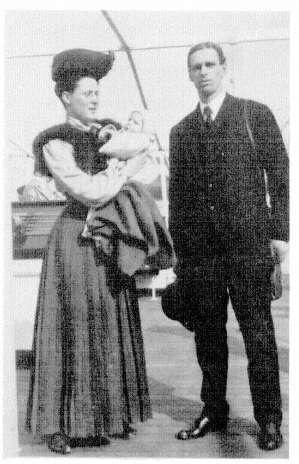
1905年啟程前往四川的謝安道和謝道蘊於輪船上合影

1906年5月10日，美國基督教青年會傳教士謝安道（Robert Roy Service）偕妻謝道蘊（Grace Service）抵達成都。他們在英國公誼會傳教士霍德進的幫助下展開宣教事工。謝氏夫妻均畢業於柏克萊加利福尼亞大學。謝安道原是加校運動員，塞尤斯倫兄弟會成員及基督教青年會畢委會主委；謝道蘊是卡帕·阿爾法·西塔姊妹會成員及基督教女青年會司庫。基督教青年會的創立宗旨源自健碩基督教運動思潮。基於此，謝安道在1910年組織創辦成都基督教青年會之後，便在文廟街附近數十畝地上修建足球場、網球場、棒球場等，1913年又修建體育館一座，藉此將西方體育傳入四川。
基督會差會傳教士史德文在打箭爐學習藏文和中文四年後，於1908年抵達川藏交界處的巴塘縣設立傳教站。1909年6月17日，羅富德加入巴塘基督會事工，但僅兩個月後就因感染天花和斑疹傷寒過世。他被葬在巴塘一條通往拉薩的道路旁。1922年，巴塘成為基督會差會在藏區的傳教中心。
1914年，基督復臨安息日會在重慶市設立傳教站。1917年正式成立對川宣教差會「四川區會」（Szechwan Mission）。1919年，為便於管理，四川區會分作東川區會（East Szechwan Mission）和西川區會（West Szechwan Mission）。西川區會同時負責藏區福音和宣教事工（Tibetan Mission）。
根據出版於1922年的《中華歸主》的統計，當時四川有新教教徒12,954人。其中規模最大的兩個宗派衛理公會有信徒5,788人，聖公會5,474人，幾乎各佔總人數的一半。規模較小但影響力可觀的包括美北浸禮會，有信徒1,263人，以及英國公誼會429人。男性教徒佔新教教徒總人數的63%。
路德宗曾流傳於重慶，由美國密蘇里路德會傳教士黎立德於1923年開教，但規模較小。1925年，黎立德在重慶萬縣建立聖十字堂。

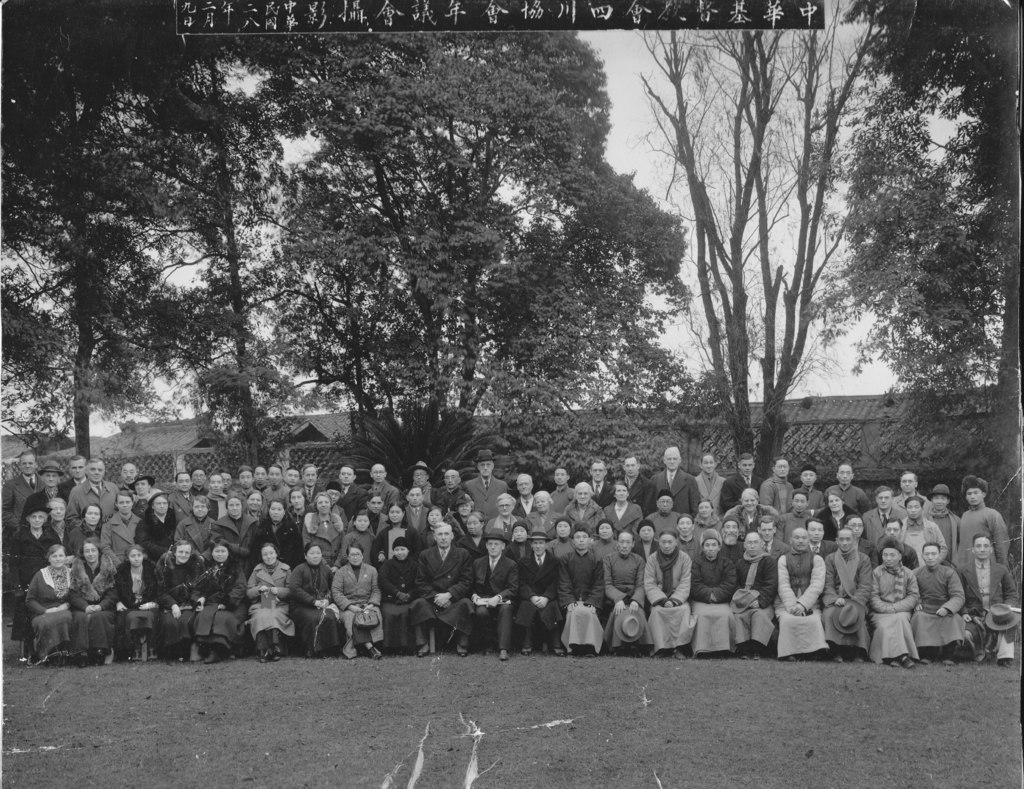
1939年2月9日舉辦的中華基督教會四川協會年議會合影

1934年，加拿大美道會加盟中華基督教會全國總會。1939年2月9日舉辦中華基督教會四川協會年議會。1940年，中華基督教會發起邊疆服務運動，在今四川阿壩藏區理縣雜谷腦鎭設立傳教站。邊疆服務運動帶有濃烈的社會福音色彩，其宗旨是希望向藏人、羌人和彞人傳播基督福音。
1933年，眞耶穌教會在湖北省宜昌市佈道，有四川人伍興海接受福音，之後返川作傳教預備工作。1935年，眞耶穌正式入川在重慶設立教會。1937年發展至廣安市，並在當地一度興旺。後來成立四川支會，分作四大區域：川東區、川西區、川北區和川中區。
基督教宣道會創辦的貴州-四川差會（Kweichow-Szechwan Mission）曾活躍於川貴兩省邊界，其事工範圍一度擴展至湖北與湖南邊境。直到1949年全部活動終止。
1939年，美國門諾會傳教士包志理，孟那福音會創辦人，偕妻蘇內利（Nellie Schmidt Bartel）進入川北廣元市傳教。1941年起於四川、甘肅、陝西三省交界處作事工。1949年初在廣元三堆鎭設立傳教中心。門諾會的傳教活動一直持續到1966年文化大革命爆發時才終止。

## 現狀
1949年共產黨取得政權之後，政府強制所有在中國的基督教新教教會中斷與海外的關係，包括原有的中國自立教會，都服從於統一的，由政府設立的管理機構，即中國基督教三自愛國運動委員會和中國基督教協會。未加入三自的教會都視為非法，並禁止其活動。
1958年，一場「宗教改革」運動席捲藏區，巴塘的基督教教堂被破壞後改為公共食堂。
據自由亞洲電台的報導，2004年，一名叫江忠秀的四川女傳教士被公安逮捕，因她在四川和貴州交界地區傳教並發放《聖經》。之後遭到公安虐待被毆打致死。2010年，遂寧市八名家庭教會成員在聚會時被警方抓捕，其中兩名遭到毆打。在被拘留的六個小時期間，他們遭到警方的威脅恫嚇。
2011年9月，綿陽市家庭教會基督徒作家李必豐被官方以經濟罪名拘捕，次年判處有期徒刑12年。據悉是因官方懷疑他資助異議作家廖亦武出逃德國。李必豐於1994年加入非官方的基督教組織﹐和教友一起成立「華人良心關懷行動組織」﹐在全國範圍內對失業下崗工人和婦女、兒童生存現狀等情況進行書面調查﹐並發佈調查報告。
2018年，成都遵從歸正宗傳統的秋雨聖約教會100多名成員，包括知名牧師王怡，被警方以「尋釁滋事」罪名傳喚逮捕。同年，四川四間家庭教會收到最後通牒令，稱如果不加入三自教會將關閉教堂和聚會點。
2019年，成都一間經官方註冊的三自教會遭到關閉，隸屬該教會的200名基督徒被迫私下聚會。2021年11月17日，德陽市青草地歸正教會遭到警方搜捕，教會成員劉五一被警方以「詐騙罪」為由帶走。
2022年8月14日，成都秋雨聖約教會再次被警方搜捕，一名教會長老被捕。
2023年，對華援助協會報導了遂寧市三名基督徒婦女李炳榮、謝麗紅、黃秋燕以「涉嫌詐騙罪」被捕，原因是她們幫助一個基督教組織儲存和轉移捐款。《亞洲新聞》認為「欺詐指控是其中一種針對『家庭教會』的迫害，即未正式註冊的福音派團體。共產黨官員向許多牧師和平信徒提出這一指控，要求他們限制一切與『官方』社區無關的活動。」

### 秋雨聖約教會
秋雨聖約教會是四川規模最大的新教家庭教會之一。該教會前身是2005年由王怡牧師及其妻蔣蓉在家中創辦的秋雨之福團契。2008年，團契發展成為家庭教會，更名為秋雨之福教會。此後也被稱為秋雨之福歸正教會或秋雨之福歸正長老教會，直到改為現行名稱。隨著教會成員的增加，數間成都家庭教會和秋雨教會聯合組成改革宗長老會華西區會。華西區會繼而陸續開辦了幾家教會機構，包括幼稚園、全日制學校、神學院（華西聖約神學院）和博雅學院（華西聖約人文學院）。2019年12月，秋雨教會遭到警方大搜捕一年以後，王怡被判「煽動顛覆國家政權罪」和「非法經營罪」獲刑九年。

## 影響
基督新教差會在川渝創辦學校、醫院、體育館、出版社、慈善機構，比如華西協合大學、成都福音醫院、綿陽南山中學、重慶求精中學等等，成都基督教青年會修建的球場是成都近代首次出現的正規球場。教會創辦的期刊如《華西教會新聞》和《華西邊疆研究學會雜誌》除了普及基督教教義及報導教會新聞，還負責研究四川本地和康藏地區的歷史、語言、宗教、習俗、醫學、考古學、民族學、自然環境等等。倫敦內地會傳教士鍾秀芝（Adam Grainger）於1900年編著的《西蜀方言》（Western Mandarin, or the Spoken Language of Western China; with Syllabic and English Indexes），和加拿大美道會傳教士啟爾德於1917年編寫出版的《華西第一年學生用中文教材》（Chinese Lessons for First Year Students in West China），收錄了在巴蜀地區常用的詞語、短語和句子，按照四川話口語以拉丁字母注音並配以英文釋義。這些機構和出版物為四川教育、文化和科學傳播做出貢獻。
民國時期的新教教會和菲律賓美生總會轄下之第112分會的川廬（Szechwan Lodge No. 112；1949年後歸屬遷臺的中國美生總會）關係密切，除了聚會地點位於新教差會在成都開辦的華西協合大學，數名會長亦是傳教士。比如美北浸禮會傳教士葛維漢、美以美會傳教士黃安素、加拿大美道會傳教士韋林士（Thomas Harry Williams）、布理士（Albert James Brace）。其中布理士是華西邊疆研究學會（West China Border Research Society）的創始人之一；葛維漢通過英國聖公會傳教士董宜篤和美北浸禮會傳教士戴謙和（Daniel Sheets Dye）提供的資料了解到三星堆遺址所出文物，並於1934年組織了首次發掘工作。之後寫成〈漢州發掘簡報〉（"A Preliminary Report of the Hanchow Excavation"）發表於《華西邊疆研究學會雜誌》。
華西邊疆研究學會成立於1922年，在此之前，四川地區就已經設立了幾個以傳教士主導創辦的學術機構如成都協會（Chentu Association）、成都雙週俱樂部（Fort-nightly Club of Chentu）、週六俱樂部（Saturday Club）等，傳教士在這些機構的聚會中宣讀討論各自的文章。華西邊疆研究學會的成員認為，上述機構可以看成是學會的先驅者，也是學會成立的基礎。

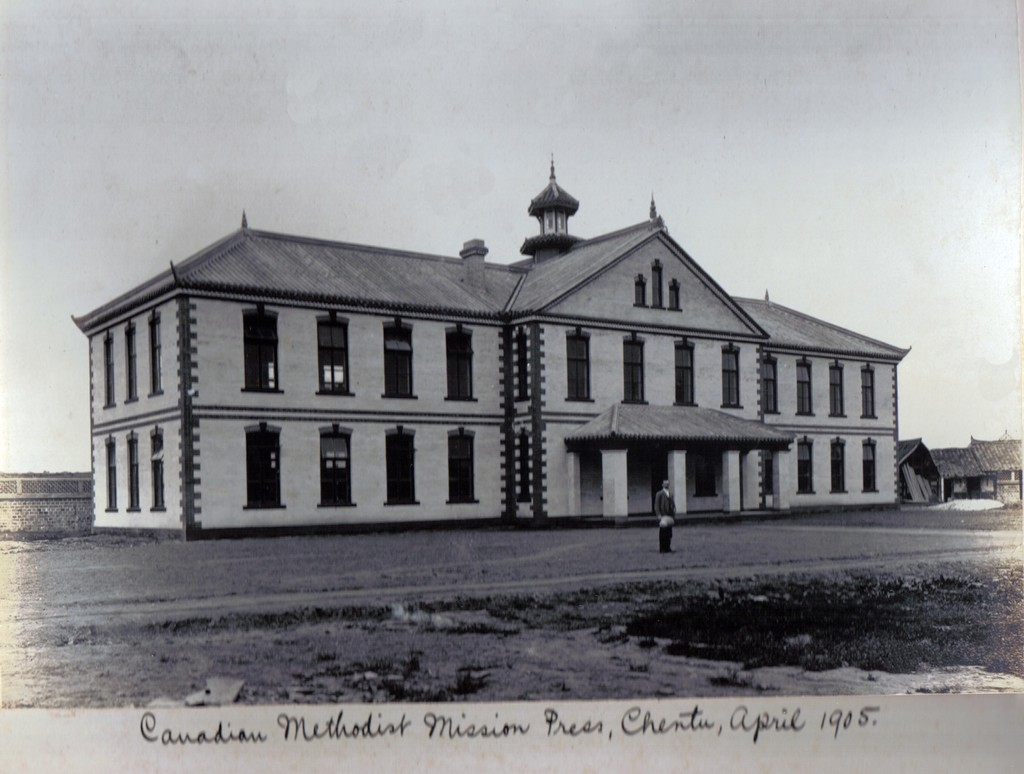
加拿大美道會創辦的華英書局是四川第一間出版社兼印刷廠

此外，據王怡牧師的考證，新教教會在四川開創的多個「第一」包括——最早進入四川的傳教士是倫敦傳道會的楊格非和大英聖經公會的偉烈亞力，抵川時間是1868年。第一個進入藏區的傳教士是倫敦內地會的康慕倫（James Cameron），他於1876年12月經湖北進入四川到達打箭爐，再經理塘、巴塘進入西藏，被稱為「中國的李文斯頓」。第一間教會由內地會傳教士麥嘉底（John McCarthy）於1877年5月在重慶開設；同年，麥嘉底在重慶開辦第一家診所，首次將西醫西藥傳入四川。第一位進入四川的女傳教士是內地會的克拉克夫人，抵川時間是1878年。第一間成都教會，1881年，內地會傳教士克納克率先在成都租房傳教，繼而有侃莫和勒克在成都正通順街37號設立第一間教會。第一次公共崇拜於1884年由美國衛理公會的美以美會差會在重慶舉辦。第一間藏區教堂於1897年由內地會的杜西德和另外四位傳教士在打箭爐設立，即現在的康定福音堂。第一次反對纏足運動於1880年代由美以美會差會的女傳教士昊格矩在重慶舉辦。第一所女子學校於1887年由美以美會差會的女傳教士柯立亞在重慶戴家巷開辦；後遷往成都，1908年更名為華美女子中學；1951年被共產黨政府接管更名為成都市第十中學。第一所成都女子學校於1896年由加拿大衛理公會的美道會女傳教士白寶玉在成都方正東街72號開辦，名為華英女校；1952年被共產黨政府接管更名為成都市第十一中學。第一家醫院於1892年10月由美以美會醫生馬嘉禮（James H. McCartney）在重慶臨江路戴家巷開辦，名為寬仁醫院，現為重慶醫科大學附屬第二醫院。第一間育嬰堂，1891年，美道會女醫生福吉麗到成都收養被遺棄的女嬰；1895年，成都爆發教案，福吉麗受驚離世；1896年，美道會為紀念她，在成都四聖祠創辦了第一座育嬰堂。第一所中學，重慶求精中學，由美以美會傳教士鹿依士（Spencer Lewis）於1894年開辦，為西南各省最早的新學堂，著名畫家張大千曾就讀此校。第一家出版社兼印刷廠華英書局（Canadian Methodist Mission Press），於1897年由美道會傳教士赫斐秋在嘉定府（今樂山市）設立，1903年遷往成都；1951年被共產黨政府接管更名為成都印刷廠。
第一個足球場於1900年在重慶廣益中學興建；該校創辦人英國公誼會差會傳教士陶維義（Alfred Davidson）曾是英國皇家足球隊隊員，1894年入川時便隨身攜帶足球一隻。第一所神學院於1902年由內地會英國聖公會傳教士姚明哲在保寧府（今閬中市）開辦，後發展為天道學堂，是隸屬聖公會四川教區的神學院。第一家孤兒院於1904年由澳大利亞女傳教士貝水光在保寧府創辦。第一家幼稚園，司司里亞幼稚園，於1905年由美國浸禮會女傳教士唐彼美在叙州府（今宜賓市）魯家園街開辦。第一位四川籍牧師古鶴齡於1906年由聖公會四川教區主教蓋士利按立。第一所教會大學，華西協合大學於1910年在成都開辦。第一個牙科於1917年在華西協合大學設立，成為全國最早開設牙科的學校。第一所養老院於1917年由英國聖公會傳教士陳敬修（G. F. Denham）夫妻在梁平縣（今重慶梁平區）縣城東門外興建。第一所盲啞學校於1918年由英國聖公會差會傳教士裴成章（Alfred Arthur Phillips）在綿陽縣（今綿陽市）黃家巷開辦。第一所藏區醫院於1919年由美國基督會差會傳教士史德文在巴塘縣興建；該院的影響遍及全藏，不少人從拉薩遠道而來就醫。第一所培養助產士的醫學校於1931年由美國衛理公會女傳教士滿秀實（Marian Manly）在成都文廟後街開辦。第一個全國性大學生福音復興運動團體，自1944年起，開始出現在成都華西壩和重慶沙坪壩。第一次倡導家庭教會，1949年2月，路德宗在重慶萬縣討論《應變草案》，提出共產黨入川後，禮拜堂若無法維持，可分散到教友家中聚會。同年5月，衛理公會華西會督陳文淵在重慶基督教應變會議上發表演講《動盪時期之基督化家庭觀》。

### 流行文化
李劼人的長篇小說《死水微瀾》詳細描述了清末成都地區信奉基督教的民眾（俗稱教民）、袍哥會和官府三方勢力的激盪。其中主要人物之一的顧天成為了私人利益改奉英美系的耶穌教（即基督新教）。該小說於1992年改編為電影《狂》，1988年和2008年兩次改編為同名電視劇（參見1988年版《死水微瀾》）。雖然小說中的顧天成是奉耶穌教，但在電影版和1988年電視劇版中出現的教堂均為天主教堂。

## 傳播年表
| 差會                 | 所屬教會         | 所屬宗派      | 國家   | 入川年份   |
| -------------------- | ---------------- | ------------- | ------ | ---------- |
| 內地會               | 不適用           | 跨宗派        | 英國   | 1877年     |
| 美以美會差會         | 美以美會         | 衛理公會      | 美國   | 1882年     |
| 倫敦傳道會           | 公理會           | 歸正宗/跨宗派 | 英國   | 1888年     |
| 英國公誼會差會       | 英國公誼會       | 公誼會        | 英國   | 1889年     |
| 美北浸禮會差會       | 美北浸禮會       | 浸禮會        | 美國   | 1890年     |
| 英國聖公會差會       | 英格蘭教會       | 聖公會        | 英國   | 1891年     |
| 美道會               | 加拿大衛理公會   | 衛理公會      | 加拿大 | 1892年     |
| 華西聖教書會         | 不適用           | 不適用        | 清朝   | 1899年     |
| 基督教青年會差會     | 基督教青年會     | 非宗派教會    | 美國   | 1906年     |
| 基督會差會           | 基督會           | 復原派        | 美國   | 1908年之前 |
| 四川區會             | 基督復臨安息日會 | 再臨宗        | 美國   | 1914年     |
| 密蘇里路德會差會     | 密蘇里路德會     | 路德宗        | 美國   | 1923年     |
| 四川支會             | 眞耶穌教會       | 非宗派教會    | 民國   | 1935年     |
| 門諾宗弟兄會華西差會 | 門諾宗弟兄會     | 門諾會        | 美國   | 1939年     |
| 四川協會             | 中華基督教會     | 跨宗派        | 民國   | 1939年？   |
| 貴州-四川差會        | 基督教宣道會     | 福音派        | 美國   | ?          |
| 瑞典聖潔會           | 瑞典聖潔會       | 浸禮會/福音派 | 瑞典   | ?          |
| 美國聖經公會         | 不適用           | 不適用        | 美國   | ?          |
| 大英聖經公會         | 不適用           | 不適用        | 英國   | ?          |
| 蘇格蘭聖經公會       | 不適用           | 不適用        | 英國   | ?          |

## 地圖

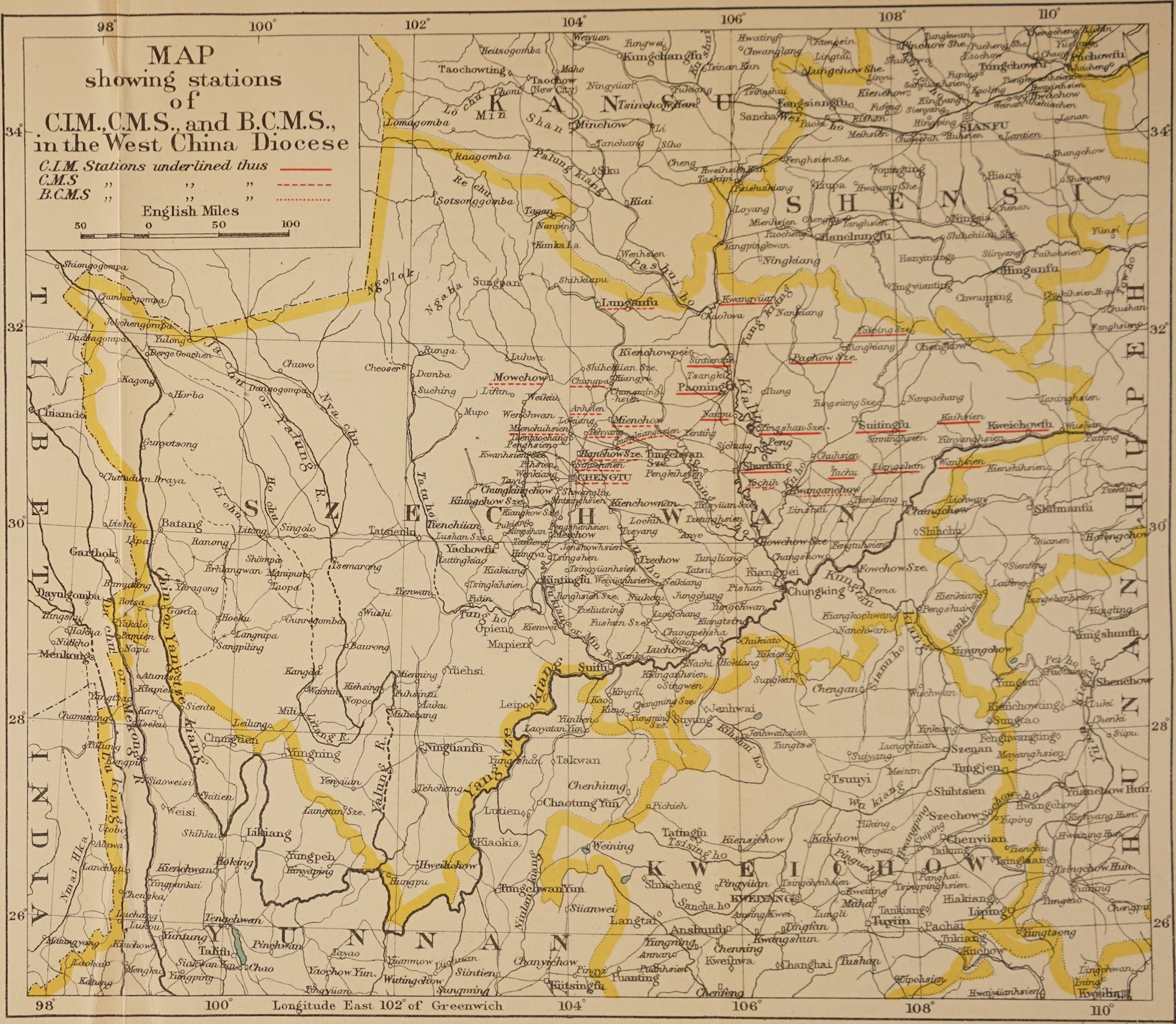
聖公會四川宣教區
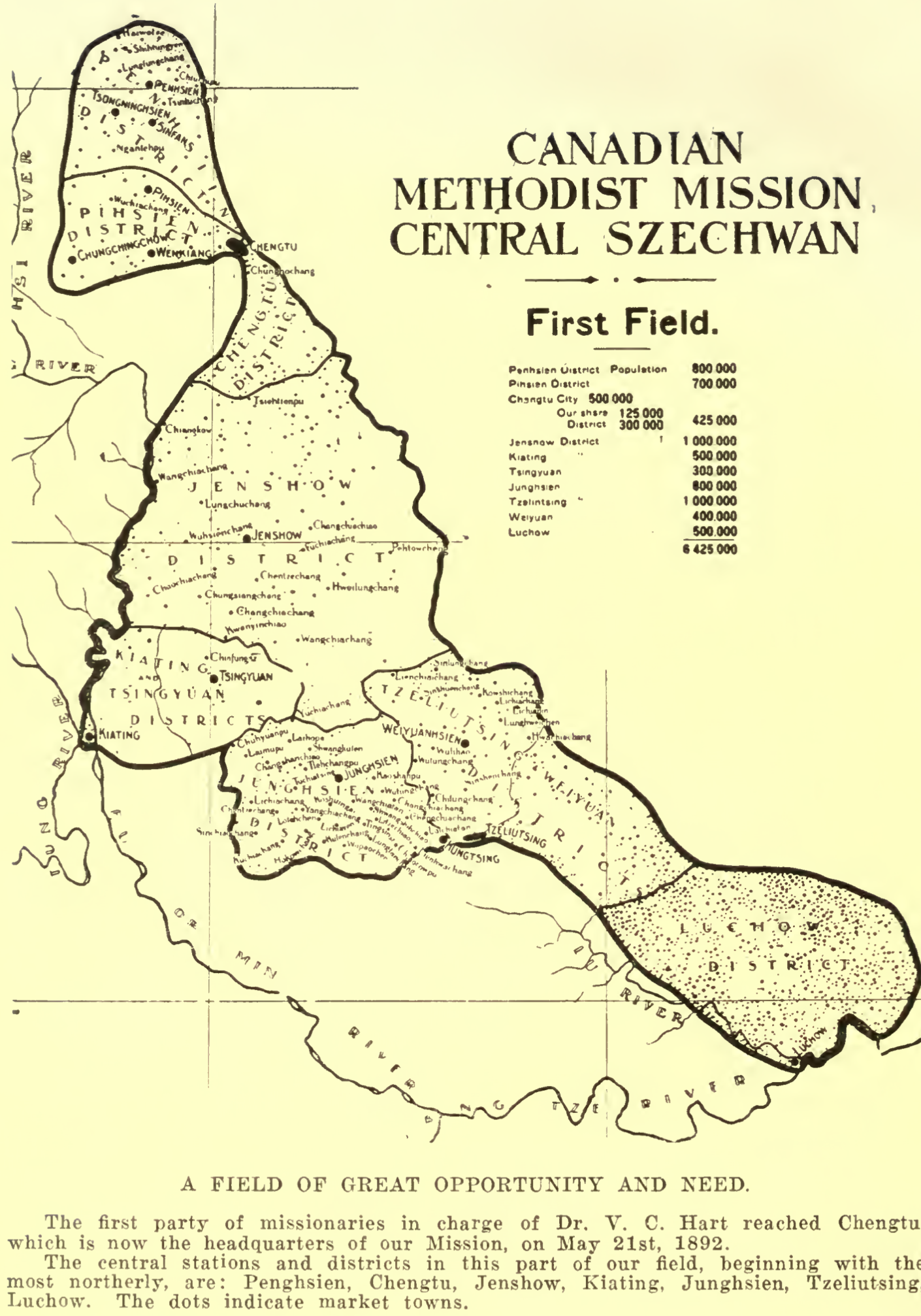
加拿大美道會四川中部宣教區（衛理公會）
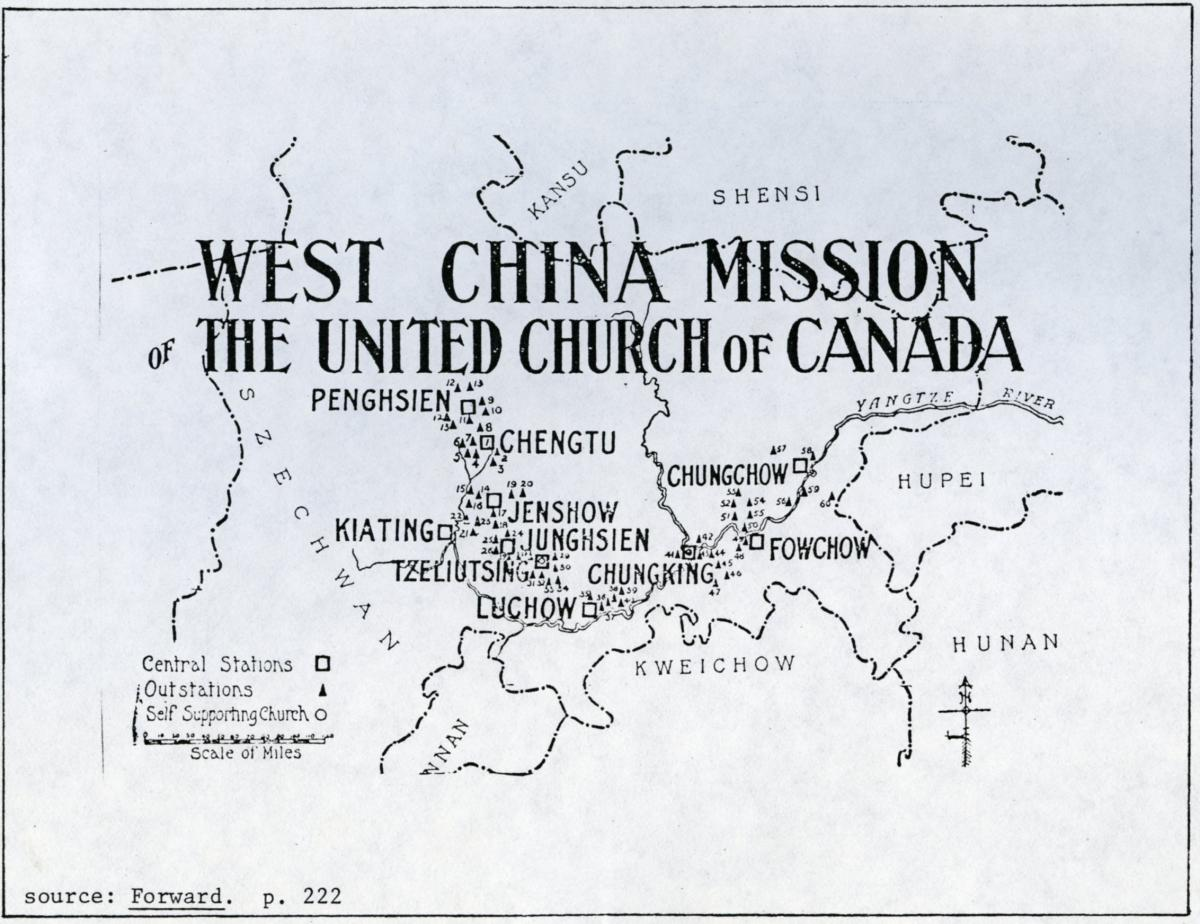
加拿大聯合教會華西宣教區（衛理公會）
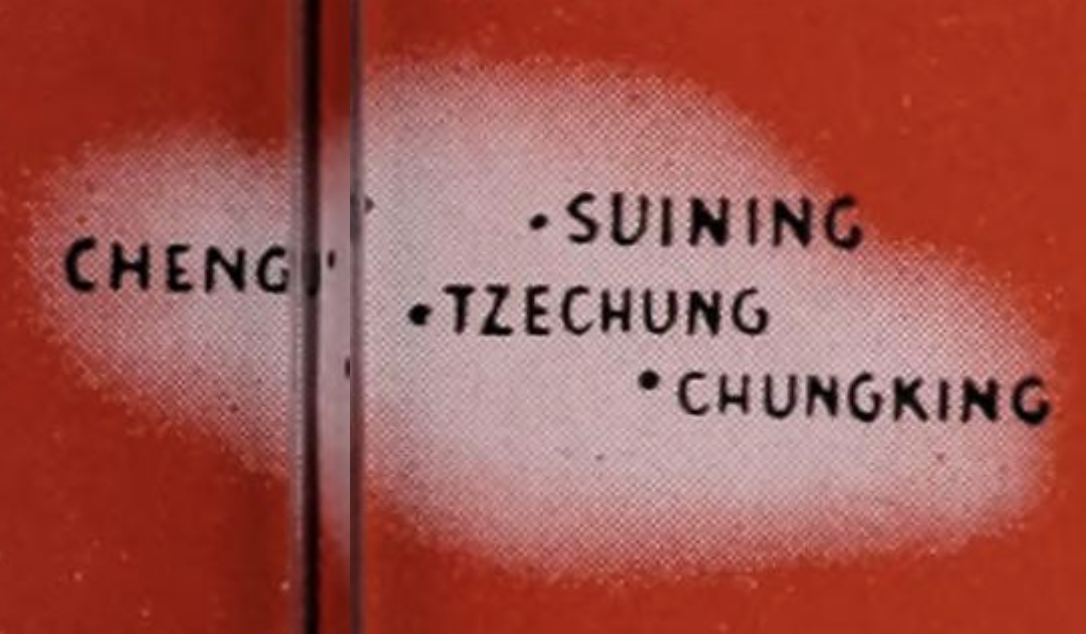
美國美以美會差會四川宣教區（衛理公會）
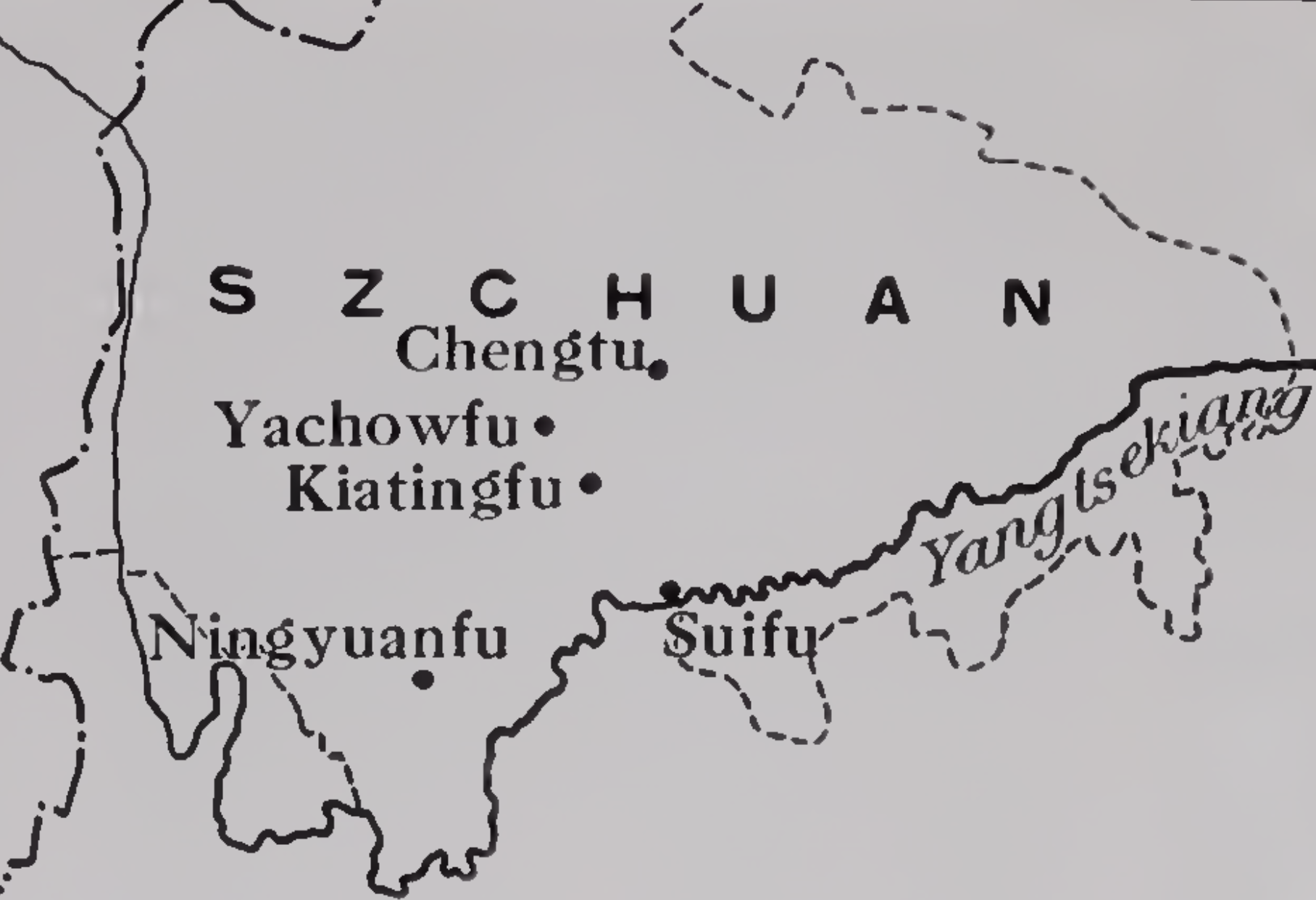
美北浸禮會差會四川宣教區（浸禮宗）
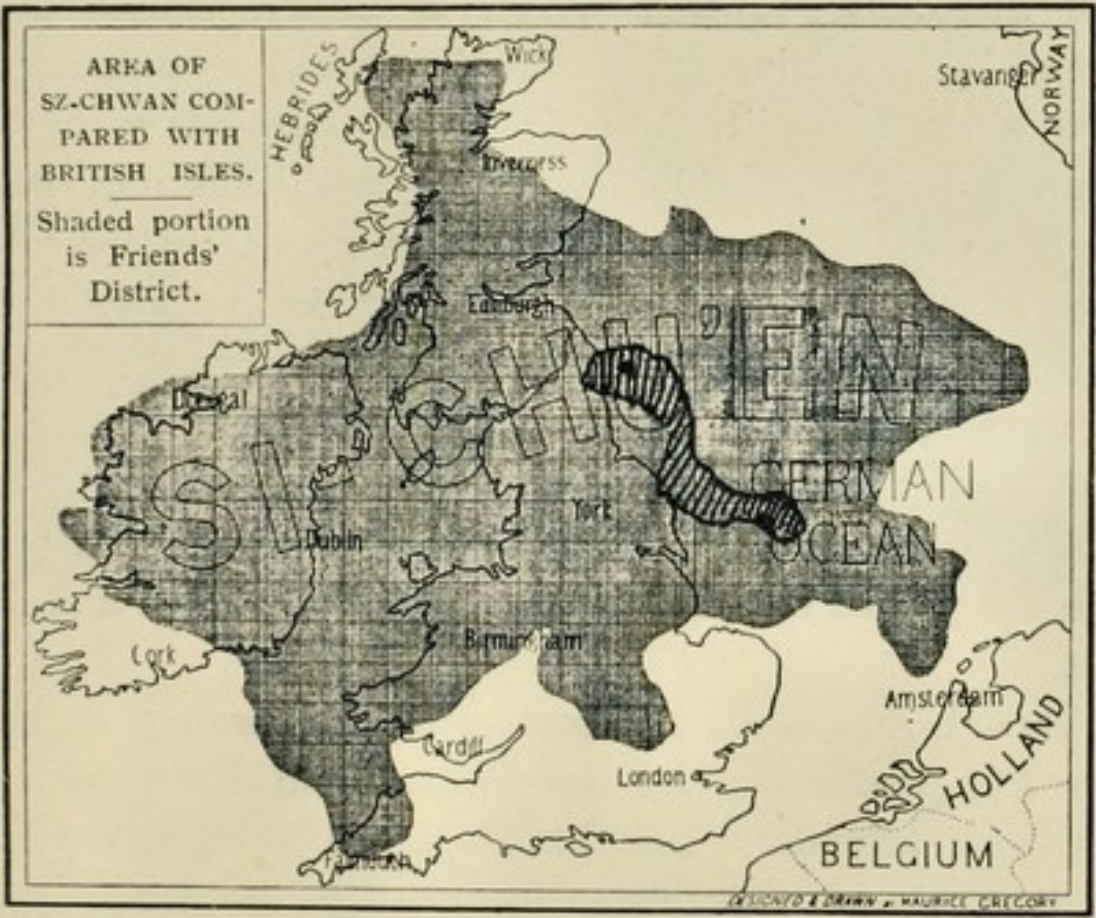
四川與不列顚群島的面積對比，深色區域是英國公誼會差會宣教區。
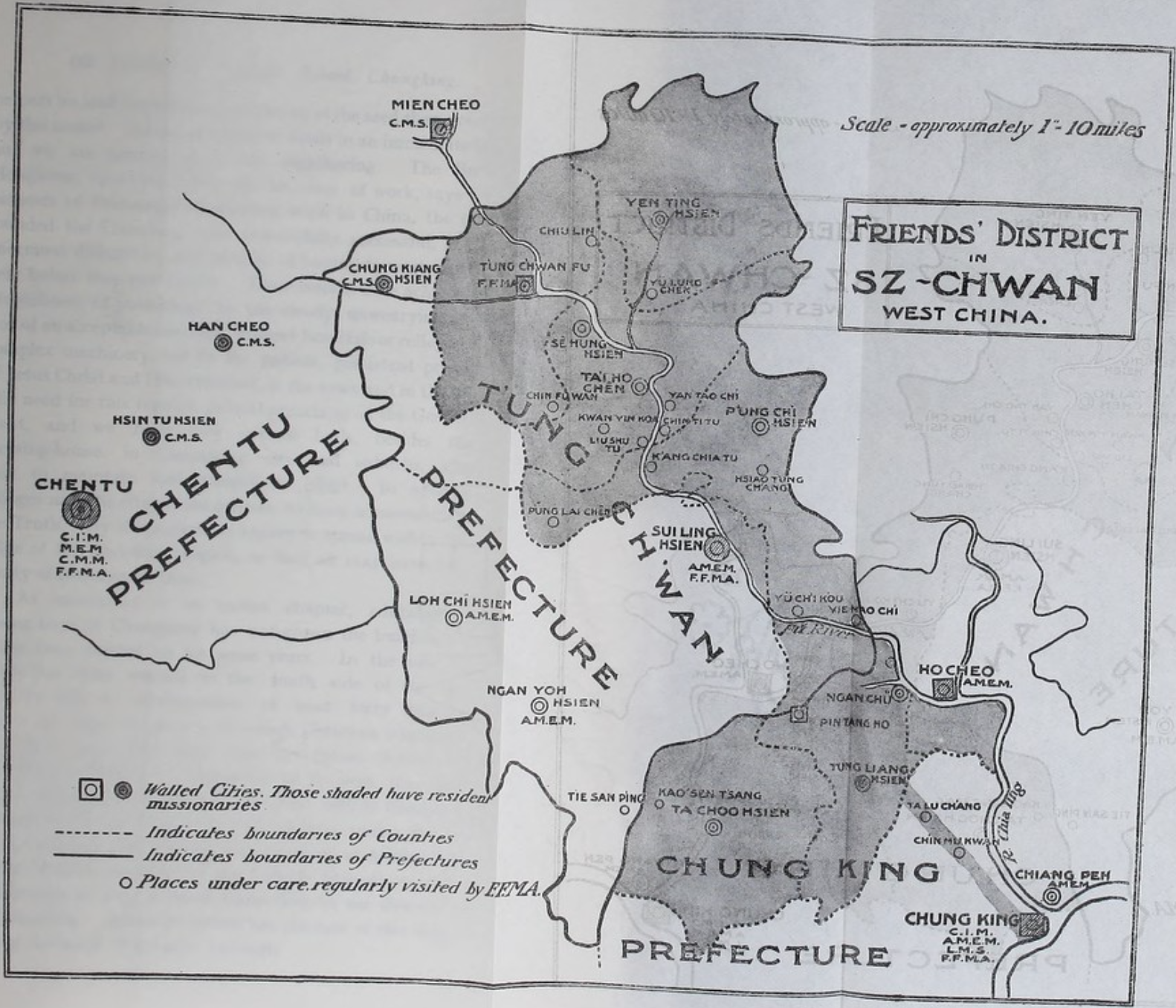
英國公誼會差會四川宣教區（公誼會）
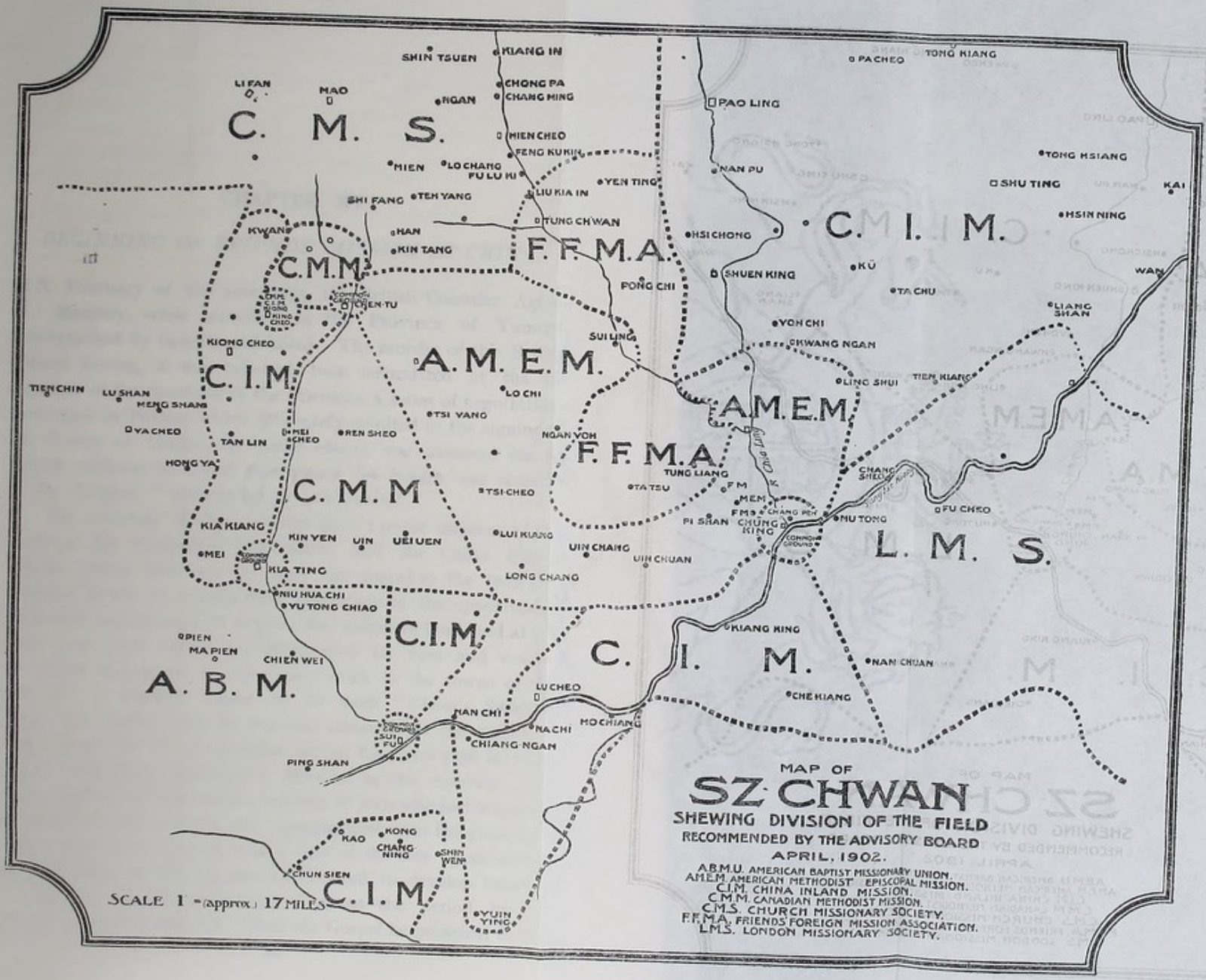
七個新教差會在四川的宣教區劃分